# 구와쑥
구와쑥은 국화과에 속하는 여러해살이풀이다. 한국 원산이다.

## 생태

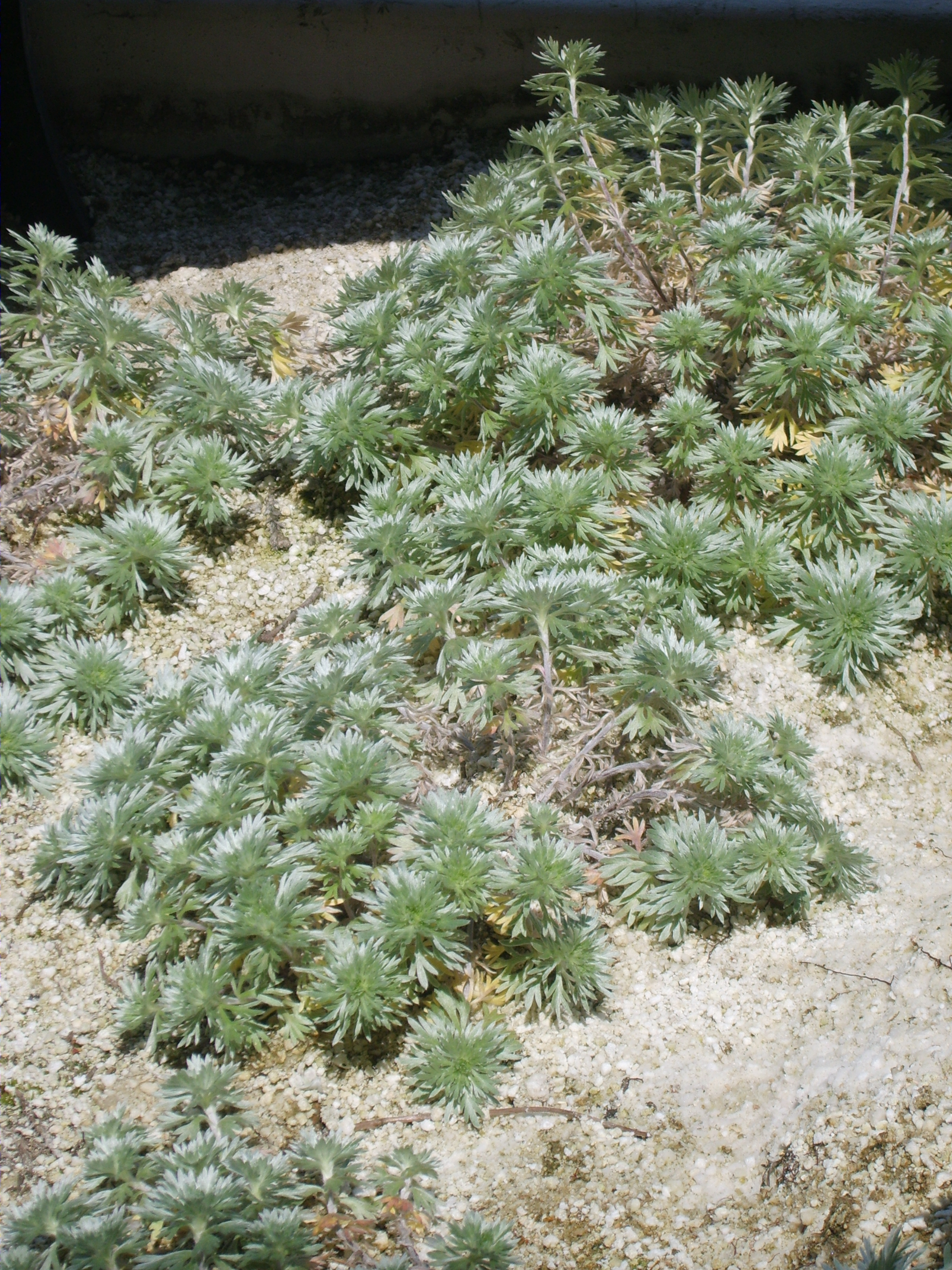
인천대공원 환경미래관 화단에서(2008년 5월)

주로 백두산 지역에서 자란다. 줄기 높이는 25~40센티미터에 이르고, 가지가 갈라진다. 뿌리 근처에 나는 잎은 방석처럼 퍼져 나며 뒷면에 털이 많이 난다. 줄기잎은 끝이 작아져 선 모양으로 보인다. 꽃은 두상화로 황갈색이며 원기둥 모양 총상꽃차례에 달린다. 열매는 수과이다.